# Genesis 1970-1975
Genesis 1970-1975 è un box-set di 7 CD-SACD e 6 DVD del gruppo musicale britannico Genesis, pubblicato nel 2008.

## Descrizione
Il cofanetto contiene le versioni rimasterizzate di cinque album in studio originariamente pubblicati nel periodo in cui Peter Gabriel faceva parte della formazione: Trespass, Nursery Cryme, Foxtrot, Selling England by the Pound e The Lamb Lies Down on Broadway (cioè tutti tranne l'album di debutto: From Genesis to Revelation), più un sesto volume contenente inediti incisi dal gruppo fra il 1967 e il 1970 e due brani pubblicati all'epoca solo su 45 giri: Happy The Man (1972) e Twilight Alehouse (1974). Tutto il materiale fu rimasterizzato da Nick Davis nel 2007 sia in stereo che in formato audio surround 5.1.
I DVD allegati a ciascun volume contengono anche interviste a tutti i membri del gruppo – eccetto John Mayhew, morto l'anno precedente – effettuate nel 2007 e incentrate su ciascun album, più varie riprese filmate e televisive risalenti alla prima metà degli anni settanta.

## Tracce

### Volume 1:Trespass
CD - SACD
1. Looking for Someone
2. White Mountain
3. Visions of Angels
4. Stagnation
5. Dusk
6. The Knife

DVD
- Stesse tracce del CD-SACD, in formato audio Surround 5.1
- Interviste ai Genesis su: Trespass

### Volume 2:Nursery Cryme
CD - SACD
1. The Musical Box
2. For Absent Friends
3. The Return of the Giant Hogweed
4. Seven Stones
5. Harold the Barrel
6. Harlequin
7. The Fountain of Salmacis

DVD
- Stesse tracce del CD-SACD, in formato audio Surround 5.1
- Interviste ai Genesis su: Nursery Cryme

### Volume 3:Foxtrot
CD - SACD
1. Watcher of the Skies
2. Time Table
3. Get 'Em Out by Friday
4. Can-utility and the Coastliners
5. Horizons
6. Supper's Ready
  - I Lover's Leap
  - II The Guaranteed Eternal Sanctuary Man
  - III Ikhnaton and Itsacon and Their Band of Merry Men
  - IV How Dare I Be So Beautiful?
  - V Willow Farm
  - VI Apocalypse in 9/8
  - VII As Sure as Eggs Is Eggs

DVD
- Stesse tracce del CD-SACD, in formato audio Surround 5.1
- Interviste ai Genesis su: Foxtrot
- Brussels, Belgium: Rock of the 70's 1972

1. The Fountain of Salmacis
2. Twilight Alehouse
3. The Musical Box
4. The Return of the Giant Hogweed

- Rome, Italy: Piper Club 1972
  - Interview
  - Stagnation (incompleta)

### Volume 4:Selling England by the Pound
CD - SACD
1. Dancing with the Moonlit Knight
2. I Know What I Like (In Your Wardrobe)
3. Firth of Fifth
4. More Fool Me
5. The Battle of Epping Forest
6. After the Ordeal
7. The Cinema Show
8. Aisle of Plenty

DVD
- Stesse tracce del CD-SACD, in formato audio surround 5.1
- Interviste ai Genesis su: Selling England by the Pound
- Shepperton Studios, London 1973

1. Watcher of the Skies
2. Dancing with the Moonlit Knight
3. I Know What I Like (In Your Wardrobe)
4. The Musical Box
5. Supper's Ready

- Bataclan, France 1973

1. The Musical Box
2. Supper's Ready
3. The Return of the Giant Hogweed
4. The Knife
5. Interview in French

### Volume 5:The Lamb Lies Down on Broadway
CD - SACD 1
1. The Lamb Lies Down on Broadway - 4:50
2. Fly on a Windshield - 4:23
3. Broadway Melody of 1974 - 0:33
4. Cuckoo Cocoon - 2:12
5. In the Cage - 8:13
6. The Grand Parade of Lifeless Packaging - 2:45
7. Back in N.Y.C. - 5:43
8. Hairless Heart - 2:13
9. Counting Out Time - 3:40
10. The Carpet Crawlers - 5:15
11. The Chamber of 32 Doors - 5:41

CD - SACD 2
1. Lilywhite Lilith - 2:42
2. The Waiting Room - 5:25
3. Anyway - 3:08
4. Here Comes the Supernatural Anaesthetist - 3:00
5. The Lamia - 6:56
6. Silent Sorrow in Empty Boats - 3:07
7. The Colony of Slippermen (The Arrival - A Visit to the Doktor - The Raven) - 8:14
8. Ravine - 2:04
9. The Light Dies Down on Broadway - 3:33
10. Riding the Scree - 3:56
11. In the Rapids - 2:24
12. It - 4:17

DVD
- Stesse tracce di entrambi i CD-SACD, in formato audio Surround 5.1

Riproduzione accompagnata da un video-montaggio che ricostruisce l'esatta sequenza di diapositive proiettata alle spalle del gruppo durante i concerti di The Lamb Lies Down on Broadway del 1974-75.
- Interviste ai Genesis su: The Lamb Lies Down on Broadway
- Melody: French TV

1. I Know What I Like (In Your Wardrobe)
2. Supper's Ready

### Volume 6:Extra Tracks 1970-1975
CD-SACD
1. Happy the Man (B-side of Seven Stones, february 1972)
2. Twilight Alehouse (B-side of I Know What I Like (in Your Wardrobe), may 1974)
3. Going Out to Get You (demo, 1969)
4. Shepherd (BBC Night Ride, 1970)
5. Pacidy (BBC Night Ride, 1970)
6. Let Us Now Make Love (BBC Night Ride, 1970)
7. Provocation (Genesis plays Jackson - demo, 1970)
8. Frustration (Genesis plays Jackson - demo, 1970)
9. Manipulation (Genesis plays Jackson - demo, 1970)
10. Resignation (Genesis plays Jackson - demo, 1970)

DVD
- Stesse tracce del CD-SACD in formato audio surround 5.1
- Interviste ai Genesis sul cofanetto
- VH1 Special: Archive 1, 1998
- Midnight Special

1. Watcher of the Skies
2. The Musical Box